# Circus (singolo Britney Spears)
Circus è un singolo della cantante statunitense Britney Spears, estratto come secondo singolo dall'omonimo album Circus il 2 dicembre 2008 dall'etichetta discografica Jive. È stata scritta e prodotta da Dr. Luke e co-prodotta da Benny Blanco.
Circus è stato annunciato come secondo singolo dal sito ufficiale della Spears il 31 ottobre 2008 ed è stato pubblicato il 2 dicembre 2008, giorno del ventisettesimo compleanno dell'artista. "Circus" è divenuto il decimo miglior singolo del 2009 vendendo 5,5 milioni di copie in tutto il mondo.
Il video agli MTV video music awards ha ricevuto 5 nomination: miglior direzione, miglior direzione artistica, miglior modifica, miglior coreografia e miglior cinematografia. La canzone è stata inserita nel videogioco musicale Just Dance 2016.

## Video musicale
Stando a quanto rilevato dal sito Mtv.com, il video musicale, sarebbe stato trasmesso per la prima volta durante la settimana dell'uscita statunitense dell'album Circus, ossia nella settimana del 2 dicembre. Tuttavia, l'uscita ufficiale del video è stata rimandata al 14 dicembre 2008 su Music Box. La première del video è avvenuta il 12 dicembre su Total Request Live. Alcune scene del backstage, con alcuni momenti delle riprese, sono state inserite nel promo per il documentario Britney: For the Record, in onda per la prima volta negli Stati Uniti il 30 novembre 2008.
Il regista del video è Francis Lawrence, che ha già lavorato con la popstar Britney per il video di I'm a Slave 4 U. Nel video, la cantante si trova in un circo (come da titolo della canzone) dove interpreta se stessa, in ambienti e luoghi differenti, supportata da molti ballerini con i suoni della musica fin dalla prima scena.
Il video presenta l'artista in veste di direttrice d'un circo, seguita da un corpo di ballerini o circondata da luci soffuse. Inizia con la Spears che si profuma e si mette una collana e due orecchini di Bulgari, per poi alzarsi e dirigersi in un corridoio illuminato da due ali di luci invadenti. Mentre si avvia, un'altra Britney canta davanti ad un tendone color rosso rubino con un enorme faro davanti, e un cappello con cui esegue delle movenze. La Britney iniziale si mette fra i ballerini ed inizia la sua parte, e si avvia verso una piattaforma da dove, coordinata dagli astanti, eseguirà il primo ritornello vestita d'una giacca nera da domatore e un cappello nero. Se ne va e continua con pose ammiccanti su un palco di show, con un vestito trasparente ed una frusta, eseguendo anche il "bridge" della canzone con un vestito dorato, i capelli biondi e ondulati, sotto una pioggia dorata di scintille. Il secondo ritornello la vede ballare con il vestito trasparente con dei ballerini al seguito, dove Britney fa da vertice, e dietro le persone ci sono dei fuochi che divampano. Intanto, lei asseconda e seduce gli stessi ballerini per poi trovarsi, nell'ultimo challiance, vestita con la giacca nera dell'inizio insieme agli uomini del circo, sulla piattaforma iniziale. Elefanti e mangiatori di fuoco si muoveranno in modo intermittente, mentre la giovane prende un bastone e lo pianta sul terreno. L'ultima scena ritrae Britney davanti al tendone, che sorride mentre abbassa il cappello.
Il video è stato certificato da VEVO il 2 settembre 2014 per aver raggiunto le 100 000 000 di visualizzazioni.
| Premio                 | Anno | Categoria                   | Candidato | Risultato |
| ---------------------- | ---- | --------------------------- | --------- | --------- |
| Mtv Video Music Awards | 2009 | Miglior Direzione Artistica | Circus    | Nominata  |
| Mtv Video Music Awards | 2009 | Miglior Coreografia         | Circus    | Nominata  |
| Mtv Video Music Awards | 2009 | Miglior Fotografia          | Circus    | Nominata  |
| Mtv Video Music Awards | 2009 | Miglior Regia               | Circus    | Nominata  |
| Mtv Video Music Awards | 2009 | Miglior Montaggio           | Circus    | Nominata  |

## Tracce
CD Single 1 (Australian/European Basic Single/Korean CD)
1. Circus (Main Version) – 3:12
2. Womanizer (Mike Rizzo Funk Generation Edit) – 3:51

CD Single 2 (European Maxi Single/Taiwan Remix Single)
1. Circus (Main Version) – 3:12
2. Circus (Tom Neville's Ringleader Remix) – 7:52
3. Circus (Diplo Circus Remix) – 4:24
4. Circus (Junior Vasquez Club Circus) – 9:01
5. Circus (Video)

Digital Download/The Singles Collection Boxset Single
1. Circus (Main Version) – 3:12
2. Circus (Tom Neville's Ringleader Remix) – 7:52

Digital EP — The Remixes
1. Circus (Diplo Circus Remix) – 4:24
2. Circus (Tom Neville's Ringleader Remix) – 7:52
3. Circus (Villains Remix) – 5:17
4. Circus (Linus Love Remix) – 4:39
5. Circus (Junior Vasquez Electric Circus) – 9:02

## Classifiche

### Classifiche internazionali
| Classifica (2009) | Posizione massima |
| ----------------- | ----------------- |
| Australia         | 6                 |
| Austria           | 14                |
| Belgio (Fiandre)  | 37                |
| Belgio (Vallonia) | 27                |
| Canada            | 2                 |
| Danimarca         | 9                 |
| Finlandia         | 15                |
| Francia           | 19                |
| Germania          | 11                |
| Irlanda           | 12                |
| Giappone          | 38                |
| Nuova Zelanda     | 4                 |
| Norvegia          | 15                |
| Paesi Bassi       | 41                |
| Svezia            | 6                 |
| Svizzera          | 19                |
| Turchia           | 1                 |
| Regno Unito       | 13                |
| Stati Uniti       | 3                 |